# Fleet Town FC
Fleet Town FC (celým názvem: Fleet Town Football Club) je anglický fotbalový klub, který sídlí ve městě Fleet v nemetropolitním hrabství Hampshire. Založen byl v roce 1890 pod názvem Fleet FC. Od sezóny 2018/19 hraje v Southern Football League Division One South (8. nejvyšší soutěž). Klubové barvy jsou modrá a bílá.
Své domácí zápasy odehrává na stadionu Calthorpe Park s kapacitou 2 000 diváků.

## Historické názvy
Zdroj: 
- 1890 – Fleet FC (Fleet Football Club)
- 1963 – Fleet Town FC (Fleet Town Football Club)

## Získané trofeje
- Aldershot Senior Cup ( 7× )
  - 1992/93, 1994/95, 1995/96, 1999/00, 2007/08, 2008/09, 2009/10
- Basingstoke Senior Cup ( 3× )
  - 2005/06, 2007/08, 2009/10
- Hampshire Senior Cup ( 1× )
  - 2008/09

## Úspěchy v domácích pohárech
Zdroj: 
- FA Cup
  - 3. předkolo: 2007/08, 2008/09
- FA Trophy
  - 1. kolo: 1998/99, 1999/00
- FA Vase
  - 2. kolo: 1974/75, 1977/78, 1979/80

## Umístění v jednotlivých sezonách
Stručný přehled
Zdroj: 
- 1978–1984: Athenian League
- 1984–1986: Combined Counties League
- 1987–1989: Chiltonian League (Premier Division)
- 1989–1995: Wessex Football League
- 1995–1999: Southern Football League (Southern Division)
- 1999–2000: Southern Football League (Eastern Division)
- 2000–2002: Wessex Football League
- 2002–2004: Southern Football League (Eastern Division)
- 2004–2006: Isthmian League (Division One)
- 2006–2007: Isthmian League (Division One South)
- 2007–2008: Southern Football League (Division One South & West)
- 2008–2011: Isthmian League (Division One South)
- 2011–2013: Southern Football League (Division One Central)
- 2013–2015: Southern Football League (Division One South & West)
- 2015–2017: Southern Football League (Division One Central)
- 2017–2018: Southern Football League (Division One East)
- 2018– : Southern Football League (Division One South)

Jednotlivé ročníky
Zdroj: 
Legenda: Z - zápasy, V - výhry, R - remízy, P - porážky, VG - vstřelené góly, OG - obdržené góly, +/- - rozdíl skóre, B - body, červené podbarvení - sestup, zelené podbarvení - postup, fialové podbarvení - reorganizace, změna skupiny či soutěže
| Sezóny  | Liga                                                 | Úroveň | Z  | V  | R  | P  | VG | OG | +/- | B  | Pozice |
| ------- | ---------------------------------------------------- | ------ | -- | -- | -- | -- | -- | -- | --- | -- | ------ |
| 2009/10 | Isthmian League (Division One South)                 | 8      | 42 | 22 | 6  | 14 | 74 | 49 | +25 | 72 | 6.     |
| 2010/11 | Isthmian League (Division One South)                 | 8      | 42 | 14 | 10 | 18 | 68 | 90 | -22 | 52 | 13.    |
| 2011/12 | Southern Football League (Division One Central)      | 8      | 42 | 8  | 8  | 26 | 43 | 83 | -40 | 32 | 21.    |
| 2012/13 | Southern Football League (Division One Central)      | 8      | 42 | 10 | 5  | 27 | 47 | 76 | -29 | 35 | 18.    |
| 2013/14 | Southern Football League (Division One South & West) | 8      | 42 | 7  | 8  | 27 | 43 | 90 | -47 | 29 | 21.    |
| 2014/15 | Southern Football League (Division One South & West) | 8      | 42 | 8  | 8  | 26 | 49 | 97 | -48 | 32 | 19.    |
| 2015/16 | Southern Football League (Division One Central)      | 8      | 42 | 12 | 9  | 21 | 55 | 78 | -23 | 45 | 17.    |
| 2016/17 | Southern Football League (Division One Central)      | 8      | 42 | 13 | 11 | 18 | 72 | 81 | -9  | 50 | 14.    |
| 2017/18 | Southern Football League (Division One East)         | 8      | 42 | 8  | 10 | 24 | 38 | 86 | -48 | 34 | 19.    |
| 2018/19 | Southern Football League (Division One South)        | 8      | 38 |    |    |    |    |    |     |    |        |